# سیف‌الدین العلمی
سیف‌الدین العلمی (انگلیسی: Saifeddine Alami؛ زادهٔ ۱۹ نوامبر ۱۹۹۲) بازیکن فوتبال اهل اسپانیا است.
از باشگاه‌هایی که در آن بازی کرده‌است می‌توان به باشگاه فوتبال راپید بخارست، باشگاه فوتبال پاریس اف سی، و باشگاه فوتبال الرجا اشاره کرد.